# Frankrigs nationalvåben
Frankrigs nuværende nationalvåben har været Frankrigs symbol siden 1953, skønt det ikke har nogen juridisk status som et officielt nationalvåben. Det viser sig på forsiden af de franske pas, og blev oprindeligt indført af Frankrigs udenrigsministerium.
Det gyldne symbol består af:
- Et bredt skjold med et løvehoved som holder et monogram, hvor "RF" står for République Française (fransk republik).
- En olivengren, som symboliserer fred.
- En gren fra et egetræ, som symboliserer visdom.
- Et bundt pinde bundet rundt om en økse (fasces), som symboliserer retfærdighed.